# 马尔科姆·考利
马尔科姆·考利（Malcolm Cowley，1898年8月24日—1989年3月27日），美国文学评论家、翻译家、小说家、诗人、编辑、历史学家。他最出名的作品是他的第一本诗集《蓝色的朱尼厄塔》和他的抒情回忆录《流放者归来》；他是“ 迷惘的一代”中的编年史学家，也是在维京出版社中一名有影响力的编辑和人才发掘者。

## 生平
考利早年居住在宾夕法尼亚州，后就读于匹茨堡中学、哈佛大学，在大学时参加了第一次世界大战。他于1920年左右旅居巴黎，后来加入纽约的文人圈子，是迷惘的一代的成员。考利晚年定居康涅狄格州谢尔曼，1989年因心脏病逝世。
1929年-1934年，考利任《新共和》杂志文学书评主持人，40年代中至1985年任职于维肯出版社。他提携了康拉德·艾肯、威廉·福克纳、约翰·契弗、杰克-克勒瓦克、肯·克西等作家。他著有诗集《蓝色的朱尼厄塔》（1926）、《干燥的季节》（1942），文学评论著作《流放者的归来》（1934；1951）、《文学现状》（1954）、《重放的花朵》（1973）、《我的作家生涯》（1979）、《金山梦》（1980）、《80岁老人的看法》（1981）等。

## 早年经历
考利于1898年8月24日出生于宾夕法尼亚州坎布里亚郡的贝尔萨诺社区，父亲名为威廉.考利，母亲名为约瑟芬.霍特马赫。他在匹兹堡的东利伯蒂 （页面存档备份，存于）长大，他的父亲威廉是顺势疗法的医生。考利在莎士比亚街读小学，1915年毕业于皮博迪高中，他少年时代的朋友肯尼斯.伯克 （页面存档备份，存于）也是该高中的学生。考利的第一篇文章是发布在高中报纸上的。
他就读于哈佛大学，于第一次世界大战期间中止学业，加入美国战地救护队为法国军队驾驶救护车和弹药卡车。他于1919年回到哈佛大学，并成为了哈佛大学艺术杂志“哈佛的倡导者（The Harvard Advocate）”的主编。1920年以优异成绩从哈佛大学毕业。 

## 巴黎的生活
考利是20世纪20年代迁移到巴黎的众多文学家和艺术家之一。由于经常与欧内斯特·海明威，F.斯科特·菲茨杰拉德，约翰·多斯·帕索斯,埃兹拉·庞德，格特鲁德·斯坦，E.E.卡明斯，埃德蒙·威尔逊，欧斯金·考德威尔等等与美国现代主义文学相关的作家交往，考利是当时欧洲最著名的美籍时代记录者之一 。在他的著作《蓝色的朱尼厄塔》中，考利描述了在战后出国旅行的美国青年，他们是“流浪着的，没有归属感的，被连根拔起的一代”。海明威也采用了格特鲁德·斯泰因的类似短语，称他们为“迷惘的一代”。这种背井离乡的感觉深深地影响了考利对艺术和自由的体会。同时促使他产生世界主义的思想，这正好与导致第一次世界大战中的民族主义思想相反。考利在《流放者归来》中讲述了他流浪的经历，他写道:“回顾过去，我感到我们所受的全部训练都是不自觉地在消灭我们在泥土里的那一点根，在消除我们的乡土的和区域性的特点，在使我们成为世界上无家可归的公民”。
虽然考利与欧洲的许多美国作家都有往来，但他们之间并不都是相敬如宾的。在海明威的小说《乞力马扎罗的雪》的后续版本中，他修改了对考利的直接引用，而用这样的描述代替了他的名字:“那是一个美国诗人，他面前放着一堆碟子，而他土豆般的脸上挂着谈论达达主义运动时的愚蠢表情。”约翰·多斯·帕索斯的私人通信也揭示了他对考利的蔑视。但是当考利成为《新共和》的编辑后，一些谨慎的作家为了保护自己的职业生涯，便不再表现出个人对考利的轻蔑。尽管如此，《流放者归来》仍是第一批展现迁移欧洲的美国青年经历的带有自传性质的作品之一。虽然它第一次出版时的销量不佳，但它确立了考利在“迷惘的一代”中最重要的成员之一的地位。文学史学家Van Wyck Brooks称《流放者归来》是“美国文学史上最具戏剧性时期的不可替代的文学记录”。